# Gornoural'skij
Gornoural'skij (in russo Горноуральский?) è un insediamento di tipo urbano dell'oblast' di Sverdlovsk, in Russia, compreso nel circondario urbano Gornoural'skij (Горноура́льский городской округ). Si trova all'interno del distretto Prigorodnyj, il cui centro amministrativo è la città di Nižnij Tagil.
Si trova 20 km a nord-nord-ovest di Nižnij Tagil.